# ایلگار مامادوف
ایلگار مامادوف (روسی: Ильгар Яшарович Мамедов؛ زادهٔ ۱۵ نوامبر ۱۹۶۵) شمشیرباز اهل اتحاد جماهیر شوروی سوسیالیستی بود.